# Blenina samphirophora
Blenina samphirophora är en fjärilsart som beskrevs av Turner 1920. Blenina samphirophora ingår i släktet Blenina och familjen trågspinnare. Inga underarter finns listade i Catalogue of Life.